# Heilongba
Heilongba (kinesiska: 黑龙坝, 黑龙坝镇) är en köping i Kina. Den ligger i den autonoma regionen Inre Mongoliet, i den norra delen av landet, omkring 820 kilometer öster om regionhuvudstaden Hohhot. Antalet invånare är 21660. Befolkningen består av 10 668 kvinnor och 10 992 män. Barn under 15 år utgör 15,0 %, vuxna 15-64 år 78 %, och äldre över 65 år 5,0 %.
Genomsnittlig årsnederbörd är 513 millimeter. Den regnigaste månaden är juli, med i genomsnitt 128 mm nederbörd, och den torraste är januari, med 3 mm nederbörd.